# 威尔顿 (艾奥瓦州)
威爾頓（英語：Wilton）是一個位於美國愛荷華州錫達縣和馬斯卡廷縣的城市。

## 地理
威爾頓的座標為41°35′22″N 91°01′03″W / 41.58944°N 91.01750°W，而該地的平均海拔高度為207米（即679英尺）。

## 人口
根據2010年美國人口普查的數據，威爾頓的面積為5.05平方千米，當中陸地面積為5.05平方千米，而水域面積為0.00平方千米。當地共有人口2802人，而人口密度為每平方千米554人。